# Capoeme parallela
Capoeme parallela är en skalbaggsart som beskrevs av Karl Adlbauer 2008. Capoeme parallela ingår i släktet Capoeme och familjen långhorningar. Inga underarter finns listade.